# Anna Davidovna Abamelik-Lazareva
Anna Davidovna Abamelik-Lazareva, (in russo: Анна Давыдовна Абамелек) (San Pietroburgo, 15 aprile 1814 – San Pietroburgo, 25 novembre 1889), è stata una traduttrice e poetessa russa.

## Biografia
Era figlia del generale David Semënovič Abamelek (1774-1833), di origine armena, e di sua moglie, Marfa Ioakimovna Lazareva (1788-1844). Ricevette un'ottima educazione privata. Parlava correttamente inglese, francese, tedesco e greco.
Il 20 aprile 1832, Nicola I, con un decreto, la nominò damigella d'onore dell'Imperatrice.

## Matrimonio
Sposò, il 10 novembre 1835, il governatore di Kazan', Iraklij Baratynskij (1802-1859), fratello del poeta russo Evgenij Baratynskij.
Mentre suo marito si dedicava alla sua carriera militare, Anna si dedicò alla traduzione in francese delle opere di Puškin, Lermontov, Tjutčev, Nekrasov e in russo delle opere di Goethe, Heine e Byron.
Circa la sua bellezza, intelligenza e talento, Sergej Glinka, Semën Rajič e Ivan Kozlov scrissero di lei nel 1839: "Pura bellezza orientale, occhi neri e ciglia di seta che ricordano gli ideali di Byron".
I coniugi durante i primi anni di matrimonio vissero a San Pietroburgo. Dal 1842 vissero a Jaroslavl', dove Iraklij Baratynskij era Governatore Generale. Nel 1846 si trasferirono a Kazan', dove Anna si occupò di tutte le istituzioni accademiche ed educative della città. Il suo salone musicale e letterario era il luogo di incontro di tutti gli intellettuali locali, tra cui Nikolaj Lobačevskij, Lev Tolstoj e Milij  Balakirev.

## Morte
Nel 1859 rimase vedova. Non avendo figli, passò tutto il suo tempo dedicandolo alla carità. Durante la guerra di Crimea, si impegnò attivamente nella raccolta di donazioni per i feriti.
Morì il 25 novembre 1889 a San Pietroburgo e fu sepolta accanto al marito.